# コナー・マレー
コナー・マレー（Conor Murray、1989年4月20日 - ）は、ユナイテッド・ラグビー・チャンピオンシップ、マンスターに所属するラグビーユニオン選手。

## プロフィール
- アイルランド・リムリック出身。
- ポジションはスクラムハーフ(SH)。
- 身長 188cm、体重 93kg
- U20アイルランド代表に選ばれたことがある[1]。
- アイルランド代表キャップは100（2022年12月現在）でラグビーワールドカップ2011・ラグビーワールドカップ2015・ラグビーワールドカップ2019のアイルランド代表に選ばれた[2]。
- ブリティッシュ・アンド・アイリッシュ・ライオンズには2013年・2017年・2021年の3度選ばれ[3]、2021年の遠征時は直前に負傷したアラン・ウィン・ジョーンズに代わりチームのキャプテンを務めている。

## 略歴
2010年、マンスターに加入。 